# Шаваев, Алихан Асланович
Алиха́н Асла́нович Шава́ев (род. 5 января 1993, Нальчик) — российский футболист, полузащитник.

## Биография
На взрослом уровне начал выступать в 2011 году в клубе «Спартак-Нальчик», в его составе дебютировал 17 июля 2011 года в матче Кубка России против владимирского «Торпедо». В чемпионате России впервые сыграл за нальчан после вылета клуба в ФНЛ 6 августа 2012 года. Проведя 5 матчей в августе, пропустил оставшуюся часть сезона 2012/13. В следующем сезоне выходил на поле гораздо чаще, сыграв 27 матчей и забив 5 голов, получил вызов в сборную ФНЛ, в составе которой сыграл против сборной итальянской Серии Б. Признан лучшим молодым игроком ФНЛ сезона 2013/14. Летом 2014 года был на просмотре в «Ростове».
13 августа 2014 подписал двухлетний контракт с «Амкаром». В РФПЛ дебютировал в гостевом матче 5 тура сезона 2014/15 против «Зенита», выйдя на замену на 81-й минуте вместо Игоря Киреева. В сезонах 2018/19 — 2020/21 играл за «Балтику» в ФНЛ.
3 июля 2021 года перешёл в воронежский «Факел». 5 декабря 2022 года покинул клуб.

## Достижения
«Факел»
- Серебряный призёр Первого дивизиона: 2021/22